# 奧克布拉夫斯 (麻薩諸塞州)
奧克布拉夫斯（英語：Oak Bluffs）是一個位於美國麻薩諸塞州杜克斯縣的鎮。

## 人口
根據2020年美國人口普查的數據，奧克布拉夫斯的面積為67.20平方千米，當中陸地面積為19.10平方千米，而水域面積為48.10平方千米。當地共有人口5341人，而人口密度為每平方千米79人。